# Mycterodus confusus
Mycterodus confusus är en insektsart som beskrevs av Stsl 1861. Mycterodus confusus ingår i släktet Mycterodus och familjen sköldstritar. Inga underarter finns listade i Catalogue of Life.